# El lladre de bicicletes
El lladre de bicicletes (en italià Ladri di biciclette) és una pel·lícula italiana dramàtica de 1948 dirigida per Vittorio de Sica. Es considera com una de les pel·lícules emblemàtiques del neorealisme italià. En 1954, la revista Sight and Sound va publicar la seva primera llista de les "deu millors pel·lícules mai fetes", Ladri di biciclette estava en primer lloc en aquesta llista. El 1962 va ser posada en el setè en la mateixa llista. Ocupa un dels primers deu llocs en la llista de "Les 50 pel·lícules que hauries de veure als 14 anys". Ha estat doblada al català.
La pel·lícula està basada en la novel·la homònima escrita per Luigi Bartolini en 1945 i adaptada a la pantalla gran per Cesare Zavattini. El relat narra un accident de la vida quotidiana d'un treballador. Aquest accident consisteix en el robatori de la bicicleta amb la qual treballarà. Aquest acte seria banal si no es tingués en compte el context de la societat italiana de 1948 en què se situa la pel·lícula. L'elecció de la bicicleta com a objecte clau del drama és característic dels costums urbans italians, i alhora, d'una època en la qual els mitjans de transport mecànics són encara escassos i costosos.

## Argument
Roma, segona postguerra: Antonio Ricci (Lamberto Maggiorani), un aturat troba treball apegant cartells, la qual cosa és un gran assoliment en la situació de postguerra que viu el país, on el treball escasseja i obtenir-lo és un èxit excepcional. Però per treballar ha de posseir una bicicleta. Desafortunadament, el primer dia de treball li roben la bicicleta mentre pega un cartell cinematogràfic. Antonio persegueix el lladre sense cap resultat. Decideix denunciar el robatori davant la policia, però s'adona que les forces de l'ordre no poden ajudar-lo a trobar la seva bicicleta.
Desesperat, cerca el suport d'un company de partit, que al seu torn mobilitza als seus amics escombriaires. A l'alba, Antonio, al costat dels seus companys i al seu fill Bruno comença la seva cerca, primer a la Piazza Vittorio i més tard a Porta Portese, on tradicionalment pararan els objectes robats.
Però no hi ha res a fer: la bicicleta segurament ja està desmuntada i serà impossible de trobar. A Porta Portese, Antonio veu al lladre de la seva bicicleta, mentre negocia amb un vell rodamón. El persegueix sense aconseguir-ho, torna a Porta Portese a trobar al rodamón, i el segueix, fins a un menjador social. Allí li pregunta per la seva bicicleta i per la identitat del lladre, però no obté cap resultat. Exasperat, Antonio acudeix a una vident, però la resposta d'aquesta és gairebé una aixecada de camisa: “o la trobes ara o no la trobaràs mai”. Immediatament, en sortir de la casa de la vident, es troba amb el lladre de la bicicleta que al final és defensat per tots els seus col·legues. Antonio parla amb un carabiner per explicar-li la situació. Llavors aquest li contesta que sense testimonis del robatori no es pot fer res.
Finalment, mentre Antonio i Bruno esperen l'autobús per a tornar a casa, el pare s'adona de l'existència d'una bicicleta que ningú sembla custodiar. Intenta robar-la però la munió es llança a atrapar-lo. Només els plors de Bruno aconsegueixen frenar-los i impedir que el seu pare vagi a la presó. Antonio es troba ara tan pobre com abans però amb la vergonya d'haver-se col·locat al nivell de qui li havia robat.
La pel·lícula es tanca amb la tornada a casa d'Antonio i Bruno mentre cau la nit sobre la ciutat de Roma.

## Repartiment
- Lamberto Maggiorani - Antonio Ricci
- Enzo Staiola - Bruno Ricci, fill d'Antonio
- Lianella Carell - Maria Ricci, esposa d'Antonio
- Gino Saltamerenda - Baiocco, amic d'Antonio
- Vittorio Antonucci - Rafael Catelli, el lladre
- Giulio Chiari - Mendigo
- Elena Altieri - La senyora de caritat
- Carlo Jachino - Captaire
- Michele Sakara - El Secretari de l'Organització de la Caritat

## Galeria

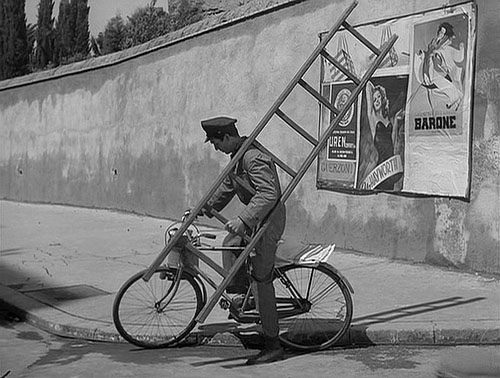
Antonio Ricci el seu primer dia de treball
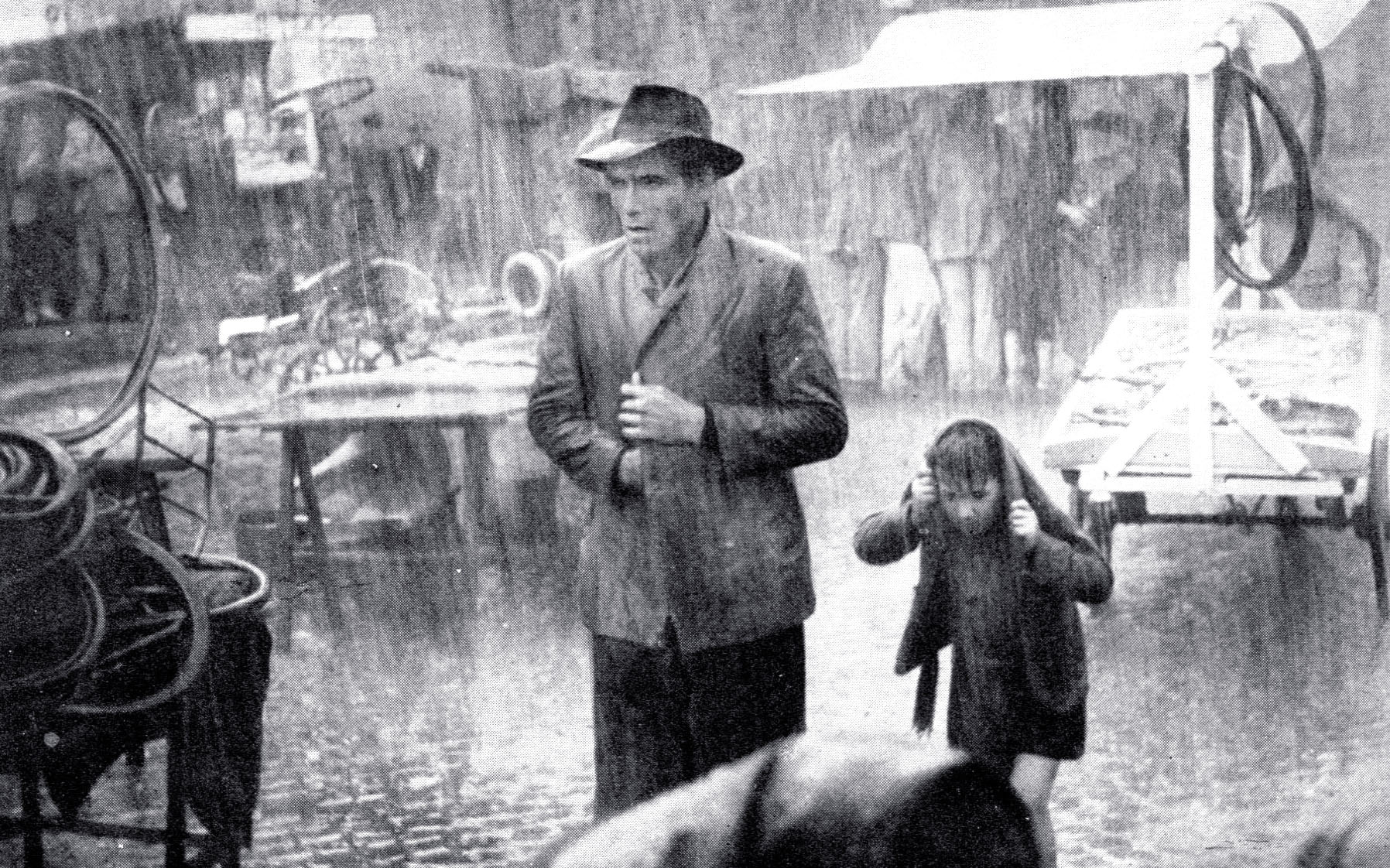
Els protagonistes buscant la bicicleta sota la plujaa
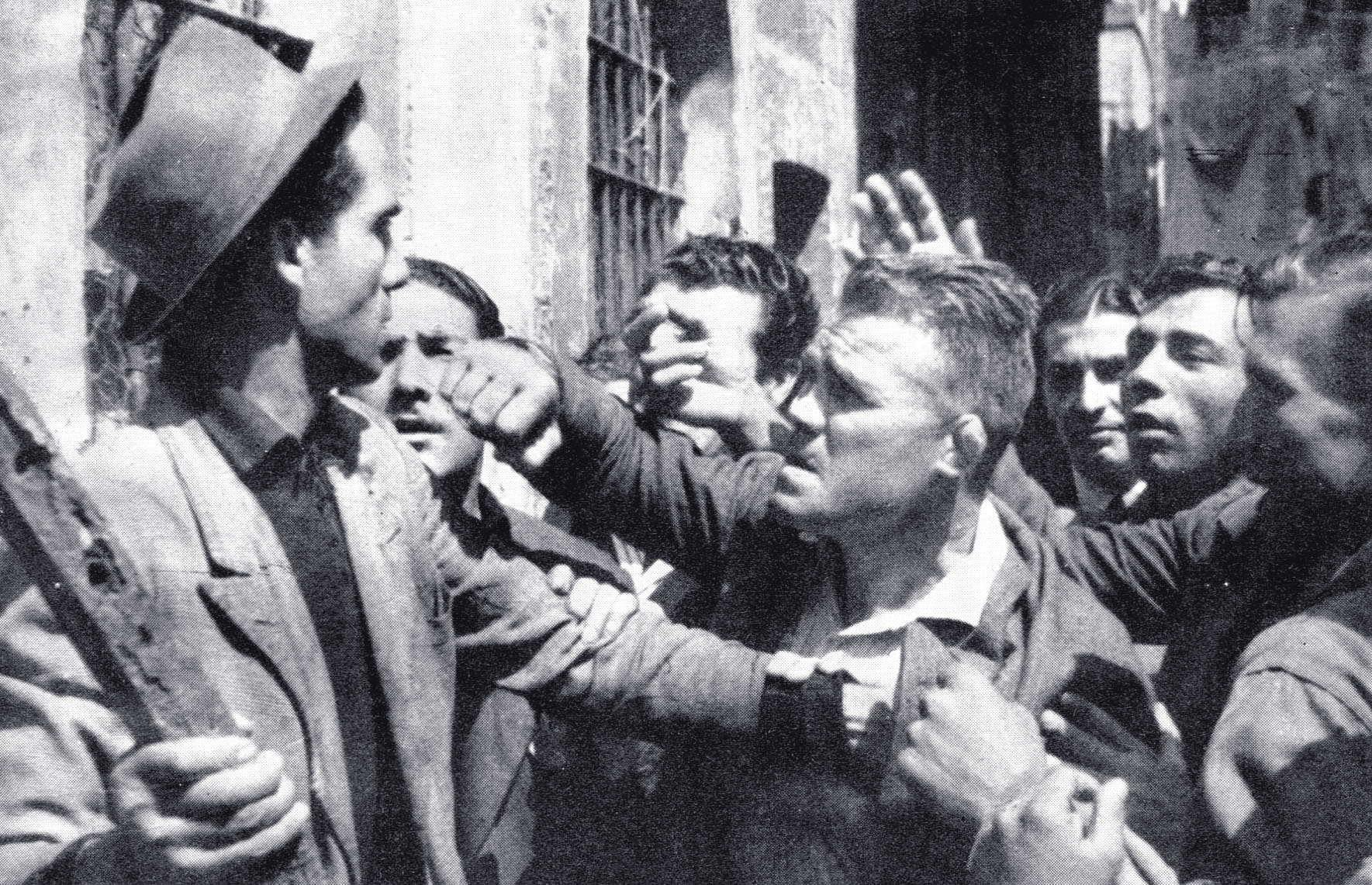
Antonio és mal jutjat pels veïns mentre aquest troba al lladre
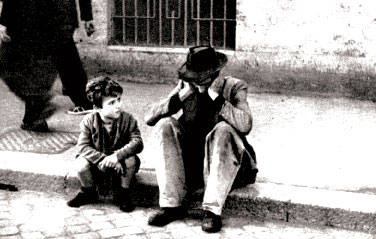
Antonio es dona per vençut davant la cerca

## Comentari
Un tret característic d'aquest film, i del neorealisme, és la desaparició de la noció d'actor i de la posada en escena. Els actors que intervenen no són professionals. Encara que la cerca de les persones que interpretarien els personatges va ser dura. Un detall de la cerca del nen va ser que De Sica, després d'haver vist quantitat de nens, es va decantar per un a causa de la seva manera de caminar. És més, la prova de selecció dels nens es reduïa a veure'ls caminar. A més cap escena va ser realitzada en estudis, sinó que totes van ser rodades al carrer.
Un altre tret significatiu és que totes les angulacions de càmera estan en funció del que es vol transmetre. Com per exemple, la seqüència en la qual amb un picat es veu tot el carrer mostrant-nos la munió entre la qual es perd el lladre i la impotència del treballador.
La tesi de la pel·lícula és d'una supèrbia i tremenda simplicitat, i s'eclipsa darrere d'una realitat social que al seu torn passa al segon pla del drama moral i psicològic que bastaria per a justificar la pel·lícula:
| «                               | «En el món en el que viu aquest obrer, els pobres, per subsistir, han de robar-se entre ells.» | » |
| — André Bazin, El neorrealismo. |                                                                                                |   |

## Recepció de la crítica

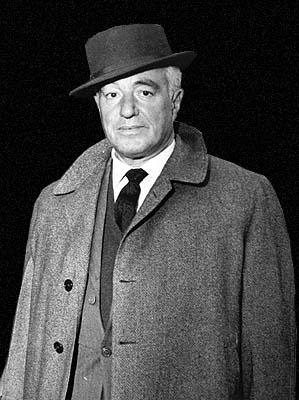
El director de la pel·lícula Vittorio de Sica.

Quan la pel·lícula va ser estrenada a Itàlia, va ser vista amb hostilitat ja que retratava als italians de manera negativa. El crític italià Guido Aristarco la va elogiar, però també es va queixar que "el sentimentalisme pot a vegades prendre el lloc de l'emoció artística". El director de cinema neorealista italià, Luchino Visconti, va criticar la pel·lícula, dient que va ser un error utilitzar un actor professional per doblar sobre el diàleg de Lamberto Maggiorani. Luigi Bartolini, l'autor de la novel·la de la que Sica va treure el seu títol, va ser molt crític amb la pel·lícula, sentint que l'esperit del seu llibre havia estat completament traït, ja que el seu protagonista era un intel·lectual de classe mitjana i el seu tema era la ruptura de l'ordre civil enfront del comunisme anàrquic.
"El lladre de bicicletes" ha rebut l'aclamació dels crítics des del seu llançament, amb l'agregador de ressenyes de pel·lícules Rotten Tomatoes que informa el 98% de les crítiques positives entre 54, amb una mitjana de 9.1 de 10. La imatge també està en la Llista de millors pel·lícules del Vaticà per a retratar els valors humanístics.
Bosley Crowther, crític de cinema de The New York Times, va elogiar la pel·lícula i el seu missatge en la seva crítica. Va escriure: "Una vegada més, els italians ens han enviat una pel·lícula brillant i devastadora en el lamentable drama de Vittorio De Sica sobre la vida urbana moderna. Anunciat ferventment pels qui ho havien vist a l'estranger (on ja ha guanyat diversos premis en diversos festivals de cinema), aquesta esquinçadora imatge de frustració, que va arribar ahir [al World Theatre], complirà amb tots els pronòstics del seu absolut triomf aquí. Una vegada més, De Sica, que ens va donar l'aclaparador Betum, aquesta demostració desesperadament tràgica de corrupció juvenil a la Roma de la postguerra, s'ha assentat i ha plasmat amb nitidesa en termes simples i realistes un tema important, de fet, fonamental i universalment dramàtic. És l'aïllament i la solitud del petit home en aquest complex món social que irònicament està beneït amb institucions per consolar i protegir la humanitat ". Pierre Leprohon va escriure en Cinéma D'Aujourd que" el que no ha d'ignorar-se en el nivell social és que el personatge no es mostra al començament d'una crisi sinó en el seu resultat. N'hi ha prou amb mirar el seu rostre, el seu pas insegur, les seves actituds vacil·lants o temoroses per a comprendre que Ricci ja és una víctima, un home disminuït que ha perdut la seva confiança." Lotte Eisnerlo la va considerar la millor pel·lícula italiana des de la Segona Guerra Mundial i Robert Winnington va dir que era "la més reeixida pel·lícula estrangera al cinema britànic".
Quan la pel·lícula es va rellançar a la fi de la dècada de 1990, Bob Graham, crític cinematogràfic del San Francisco Chronicle, va donar al drama una crítica positiva: "Els papers són interpretats per no actors, Lamberto Maggiorani com el pare i Enzo Staiola com el noi solemne, que a vegades sembla ser un home en miniatura. Li donen una gran dignitat a la visió sense parpellejar de De Sica de la Itàlia de postguerra. La roda de la vida gira i fa grinyolar a la gent, és impossible imaginar aquesta història d'una altra forma que la de De Sica. La nova impressió en blanc i negre té una extraordinària gamma de tons grisos que es tornen més foscos a mesura que la vida es tanca".

## Anàlisi d'escenes
- En l'escena del restaurant, on hi ha una falsa alarma d'ofec del nen fa comprendre al pare la insignificància relativa de la seva desgràcia creant una espècie de respir dramàtic naturalment fictici, ja que la realitat d'aquesta felicitat depèn, finalment, de trobar la bicicleta.
- En el desenvolupament de la pel·lícula hi ha una escena en la qual el protagonista acudeix a una associació obrera catòlica de la qual espera una ajuda que no rep perquè no es queixa "sindicalment" sinó que trobarà a uns amics que l'ajudin a trobar el seu objecte robat. Resulta així que una reunió de proletaris sindicats es comporta de la mateixa manera que un grup de burgesos paternalistes a la vista d'un obrer desgraciat. La indiferència del sindicat està justificada ja que els sindicats treballen per la justícia i no per la caritat; però el paternalisme molest dels opositors catòlics és intolerable, ja que la seva caritat no es manifesta davant aquesta tragèdia individual.
- En una altra de les escenes del film es veu com un cor de seminaristes austríacs envolta al pare i al fill. És una de les seqüències més expressives quant al que s'ha dit anteriorment ja que seria difícil crear una situació més anticlerical.
- L'escena en la qual el pare de Bruno decideix robar la bicicleta té una gran importància en la pel·lícula perquè simbolitza un moment clau en l'evolució del nen. El personatge assisteix a la transformació que sofreix el seu pare, qui passa de ser heroi a ser un lladre.[10]
- Unes de les últimes escenes del film representa el canvi de la relació pare-fill: en aquesta escena s'interpreta malament el gest final del nen qui torna a donar la mà al seu pare. La mà que llisca en la seva no és ni el signe d'un perdó ni d'un consol infantil, sinó un gest greu que posa en un pla d'igualtat a tots dos. L'home fins llavors era un déu per al seu fill, la seva relació es produïa sota signe d'admiració.

| «                              | «Les llàgrimes que vessen caminant junts, amb els braços caiguts, són de desesperació davant el paradís perdut. Però el nen torna al pare a través del seu fracàs; ara el voldrà com a un home, amb la seva vergonya.» | » |
| — André Bazin, El neorrealismo | |   |

## Distincions
| Publicació | País | Premi                                      | Any  | Lloc |
| ---------- | ---- | ------------------------------------------ | ---- | ---- |
| Empire     | EUA  | Les millors pel·lícules del cinema mundial | 2012 | 4    |

- Medalla del Cercle d'Escriptors Cinematogràfics a la millor pel·lícula estrangera.[12]
- Premis Oscar: Premio Honorari. Votat per la Junta de Governadors de l'Acadèmia com la pel·lícula de llengua no anglesa més destacada llançada als Estats Units durant 1949; 1950.[13]
- Globus d'Or: Millor Pel·lícula Estrangera, Itàlia; 1950.
- National Board of Review: Premi NBR, Millor Director, Vittorio De Sica; Millor pel·lícula (qualsevol idioma), Itàlia; 1949.
- Premis del Cercle de Crítics de Cinema de Nova York: Millor pel·lícula en llengua estrangera; 1949.[14]
- Premis BAFTA: Millor Pel·lícula de qualsevol Font; 1950.
- Festival Internacional de Cinema de Locarno, Suïssa : Premi especial del jurat, Vittorio De Sica; 1949.